# Derek Acorah

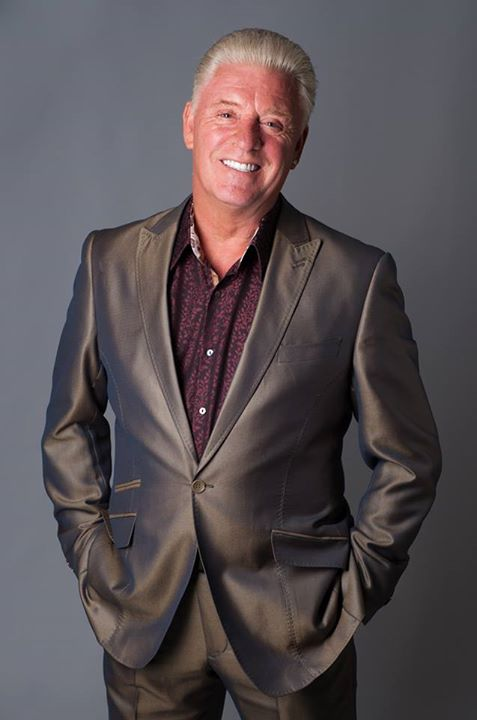
Derek Acorah, 2013

Derek Acorah, pseudoniem van Derek Francis Johnson (Bootle, 27 januari 1950 – Scarisbrick, 4 januari 2020), was een Brits spiritueel medium. Hij was vooral bekend door zijn televisiewerk aan Most Haunted, uitgezonden op Living TV (2002–2010). Zijn carrière als medium werd onderbroken door beschuldigingen van vervalsing en hij veroorzaakte ook controverse over een aantal seances waarin hij naar verluidt contact maakte met spraakmakende figuren. Voor zijn carrière als medium speelde Acorah als voetballer, maar hij moest zijn carrière voortijdig afbreken door een blessure.

## Jeugd en voetbalcarrière
Acorah werd geboren als zoon van koopvaardijschipper Frederick Johnson en Elizabeth Courtney. Hij woonde in Scarisbrick nabij Southport, in Noordwest-Engeland. Acorah beweerde dat zijn eerste ervaring met spiritualisme plaatsvond toen hij zes was, toen hij zijn overleden grootvader in het huis van zijn grootmoeder zag. Zijn grootmoeder, die paranormaal begaafd was, zou later zijn beslissing om medium te worden beïnvloeden.
Acorah ging naar de middelbare school in Warwick Bolam en was een fervent voetballer in zijn jeugd. Hij speelde eerst voor Bootle Boys. Toen hij dertien jaar was kwam hij bij de jeugdopleiding van Wrexham en werd "associated schoolboy" bij Liverpool, destijds geleid door Bill Shankly. Acorah vertelde vaak over een verhaal waarin hij tegen Emlyn Hughes zei voorzichtig te zijn met zijn nieuwe auto. Toen Hughes de volgende dag te laat kwam voor de training, nadat hij de auto had afgeschreven, had Shankly gehoord van Acorah's mediumschap en zei tegen hem: "Jongen, waar heb je dit allemaal vandaan? Laat dat thuis, breng gewoon je voetbalschoenen hierheen en voetballen." Acorah beweerde ook dat hij met Shankly had gesproken in de geestenwereld, in de jaren na de dood van de Schot. Acorah verscheen nooit voor het eerste team en kwam kort uit voor de reserve, voordat hij werd ontslagen door de club uit zijn geboorteplaats. Hij keerde terug naar Wrexham, waar hij ongeveer een seizoen speelde, en had gespeeld voor Glentoran en Stockport County. Na de geboorte van zijn zoon werd hij door de spelersvakbond in Manchester gevraagd of hij in Australië wilde spelen. Hij besprak de situatie met zijn vrouw, en ze maakten de overstap, waar hij speelde voor USC Lion in de South Australian State League. Zijn tijd bij de club werd afgebroken door een blessure, waarmee een einde kwam aan zijn voetbalcarrière. Bovendien had zijn vrouw last van heimwee, dus keerden ze terug naar Engeland, maar gingen kort daarna uit elkaar. Hij begon toen als medium te werken en nam de achternaam Acorah aan, waarvan hij beweerde dat deze afkomstig was van een Nederlandse voorouder.

## Carrière
Acorah's eerste tv-optreden was op de satelliet-tv-zender Granada Breeze in 1996. Gedurende zijn vijf jaar bij de zender begon hij met Livetime voordat hij later wekelijks op Psychic Livetime verscheen. Hij verscheen ook op Predictions, dat begon als een showcase voor verschillende studiogasten, maar later alleen voor Acorah werd en omgedoopt tot Predictions with Derek Acorah.
In 2002 was Acorah ook te zien in de televisieserie Antiques Ghost Show en in 2004 ontving hij de Variety Club of Great Britain's Multichannel TV Personality of the Year Award.

### Most Haunted
In juli 2001 sloot Acorah zich aan bij een nieuw Brits televisieprogramma genaamd Haunting Truths. Het werd vervolgens verkocht aan Living en omgedoopt tot Most Haunted. Hij werkte zes seizoenen lang voor het programma.
Yvette Fielding, presentatrice en uitvoerend producent van Most Haunted, verklaarde aanvankelijk "er wordt niet geacteerd in dit programma, helemaal niets. Alles wat je ziet en hoort is echt." Er ging echter veel media-aandacht naar de show in 2005, nadat Acorah beweerde geesten te kanaliseren met namen die hem naar verluidt van tevoren waren voorgesteld, namelijk "Rik Eedles" en "Kreed Kafer", anagrammen van "Derek Lies" en "Derek Faker". Deze namen waren bedacht door de toenmalige scepticus en parapsycholoog Ciarán O'Keeffe van de show in een succesvolle poging om Acorah te ontmaskeren. Fielding zei in 2006 over Acorah: "We vertellen mensen dat alles echt is, en dan blijkt dat hij nep was, dus moest hij gaan." Tijdens zijn tijd in de show werd hij regelmatig geparodieerd, met name met Shirley Ghostman (gespeeld door Marc Wootton), die putte uit elementen van Acorah en Colin Fry, en Wootton viel ooit een van Acorah's shows binnen. Hij werd ook geparodieerd door Dawn French in een aflevering van French and Saunders, door Jon Culshaw in Dead Ringers en door Hugh Laurie in Saturday Night Live.

### Andere optredens
Na zijn vertrek uit Most Haunted in 2005, filmde Acorah een eenmalige special voor LivingTV, Derek Acorah's Quest for Guy Fawkes, gevolgd door Derek Acorah's Ghost Towns met Ruggie Media. Dit programma had drie seizoenen. In 2008 nam Acorah deel aan twee seizoenen voor Sky Real Lives getiteld Derek Acorah. In juli 2006 had hij een gastoptreden in de Doctor Who-aflevering "Army of Ghosts".
In november 2009 was Acorah te zien in Michael Jackson: The Live Seance, waarin live op televisie werd gepoogd contact te maken met de geest van de zanger. Het programma werd uitgeroepen tot het slechtste tv-programma van 2009 in een peiling onder meer dan 9.000 Yahoo! gebruikers.
Acorah's andere televisiewerk omvat Celebrity Five Go to..., Harry Hill's TV Burp, Celebrity Quitters en Paranormal Egypt. Hij trad ook op in Celebrity Juice, Loose Lips, Richard and Judy, Bo' Selecta!, Brainiac: Science Abuse, The Paul O'Grady Show, The Weakest Link en Loose Women. Op film had hij een cameo in Big Fat Gypsy Gangster (2011) en speelde hij een kleine rol in Crispy's Curse (2017), hoewel de film geen algemene release kreeg.
In mei 2012 beweerde Acorah een paranormale boodschap te hebben ontvangen van Madeleine McCann via een 'geestengids', inhoudende dat het kind enige tijd geleden was overleden maar spoedig zou worden gereïncarneerd. Na wijdverbreide verontwaardiging in de media gebruikte Acorah dezelfde krant om een verontschuldiging aan de ouders van McCann te publiceren.
Acorah verscheen in 2015 in de televisieshow The Past Hunters.
In 2017 nam Acorah deel aan Celebrity Big Brother. Hij verliet het Big Brother-huis op de laatste avond als vierde.

## Privéleven
Acorah was van 1972 tot 1982 getrouwd met Joan Hughes. Het echtpaar kreeg samen een zoon. In 1995 hertrouwde hij met Gwen Johnson. Het echtpaar was beschermheer en -vrouwe van het goede doel Pathfinder Guide Dog Program, een geregistreerde liefdadigheidsinstelling die blindengeleidehonden opleidt.
In maart 2014 werd hij veroordeeld wegens onvoorzichtig rijden en het niet afgeven van een ademmonster na een auto-ongeluk. Acorah was niet geslaagd voor een ademtest langs de weg en had geweigerd het vereiste monster af te geven op een politiebureau. Hij kreeg een rijverbod van 28 maanden en een boete van £ 1.000.
Acorah stierf op 4 januari 2020, 69 jaar oud, na een kort ziekbed. Zijn echtgenote bevestigde later dat Acorah in het ziekenhuis was opgenomen met een longontsteking en later sepsis had ontwikkeld.